# 負頻率
正頻率與負頻率的概念，可以簡單用順時針或逆時針轉動的輪子來闡釋：頻率帶正負號，就能同時表示轉動方向和頻率大小，其大小用轉數每秒（赫茲）或弧度每秒作為單位（1轉為2π弧度）。

## 正弦波
令ω為一非負參數，其單位為rad/sec（弧度每秒）。若角度φ隨時間t變化的關係式為φ(t) = -ωt + θ，則式中斜率為-ω，稱為負頻率。但是當該角度用作餘弦函數的參數時，其結果便與cos(ωt − θ)沒有區別。同樣，sin(−ωt + θ)亦與sin(ωt − θ + π)沒有區別。因此，任何正弦曲線皆能以正頻率來表示，相位斜率所帶有的正負號不再具有意義。

負頻率導致正弦函數(紫線)領先餘弦函數(紅線)1/4圈。

向量(cos t, sin t)以1 rad/sec的角速度逆時針旋轉，每2π秒轉一圈。向量(cos (-t), sin (-t)) 以相反方向旋轉（未顯示）。

但若同時觀察餘弦與正弦運算子時，便能確定頻率的符號，因為若ω > 0，則cos(ωt + θ)比sin(ωt + θ)領先1/4圈（即π/2弧度）；反之，若ω < 0，則落後1/4圈。同理，一個向量(cos t, sin t)以1 rad/sec的角速度逆時針轉動，每2π秒轉完一圈，而向量(cos (−t), sin (−t))則以另一個方向轉動。
複指數函數{\displaystyle t\mapsto e^{i\omega t}}亦保留ω的正負號：
| {\displaystyle e^{i\omega t}=\underbrace {\cos(\omega t)} _{R(t)}+i\cdot \underbrace {\sin(\omega t)} _{I(t)},} |  | 式1 |

因為實部R(t)與虛部I(t)能分別比較。雖然{\displaystyle e^{i\omega t}}組合了sin和cos兩個函數，所以似乎比兩者含有更多資訊，但通常理解其為更簡單的函數，因為
- 它簡化了許多重要的三角運算。嚴格而言，{\displaystyle e^{i\omega t}}是{\displaystyle \cos(\omega t)}的解析表示。
- 式1有以下推論：

| {\displaystyle \cos(\omega t)={\begin{matrix}{\frac {1}{2}}\end{matrix}}\left(e^{i\omega t}+e^{-i\omega t}\right),} |  | 式2 |
所以，也可以將{\displaystyle \cos(\omega t)}理解成同時包含正負頻率，但其和事實上有互相抵銷，故其所含資訊是並非更多，反而更少。

## 正負頻率採樣和混疊

這張圖描述兩個複正弦波，分別為金色與青色曲線，其實部與虛部通過同一組取樣點。當以網格線標示的頻率（fs）採樣時，他們互相重合，但金色函數具有正頻率，因為其實部（餘弦函數）領先虛部1/4圈。反之，青色曲線則具有負頻率，因為其實部落後於虛部

## 應用
也許最為人熟知的負頻率應用在於運算式 : 
{\displaystyle X(\omega )=\int _{a}^{b}x(t)\cdot e^{-i\omega t}dt,}
此數測量的，是函數x在區間(a, b)的一段中，所含頻率ω成份的強度。若取區間為(−∞, ∞)，對不同的ω求出{\displaystyle X(\omega )}，則得到函數X，稱為x的傅立葉變換。一個簡單的解釋是，兩個複正弦波的乘積也是複正弦波，其頻率為原始頻率的總和。因此，當ω為正時，乘上{\displaystyle e^{-i\omega t}}會使所有x(t)的頻率都減少ω。x(t)恰好具有頻率ω的部分，將變為零頻率，即常數，而其振幅大小，即為其初始時頻率為ω的訊號強度。而x(t)處於零頻率的部分，則會變成頻率為-ω的正弦波。同樣，所有其他頻率，經減少ω後，仍是非零頻率。當區間(a,b)越來越長，常數的貢獻會與區間長度成正比，越來越大。但是正弦波項的貢獻，則僅會在零附近震盪。因此X(ω)作為在x(t)中頻率值ω的相對量度將會提高。
{\displaystyle t\mapsto e^{i\omega t}}的傅立葉轉換僅會在頻率為ω時產生一個非零響應。{\displaystyle t\mapsto \cos(\omega t)}的轉換於ω與-ω處皆具有響應，與式2預測的一樣。